# Enrique Delgado Gómez
Enrique Delgado Gómez (Valverde de Llerena, Badajoz, 17 de julio de 1888-Pamplona, 2 de marzo de 1978) fue un arzobispo español. Ocupó los cargos de  obispo de Almería, obispo de Pamplona y arzobispo de Pamplona.

## Biografía

### Primeros años
Nació en Valverde de Llerena en 1888 en el seno de una familia de labradores. Sus padres fueron Ángel Delgado López y Valentina Gómez Gómez, oriundos de la localidad pacense de Valverde de Llerena.

### Formación
Ingresó en el Seminario de Badajoz, donde cursó cuatros años de latín y de humanidades, tres años de filosofía y tres años de teología. El curso 1906-1907 ejerció como profesor de aritmética y de álgebra en el Seminario de Badajoz, y el curso siguiente (1907-1908) ejerció como profesor de geometría y de trigonometría. Entonces fue enviado a continuar sus estudios en Roma, donde obtuvo el doctorado en Filosofía (1911) en la Pontificia Academia de Santo Tomás de Aquino, y los doctorados en Sagrada Teología (1912) y en Derecho canónico (1914) en la Pontificia Universidad Gregoriana. Fue ordenado sacerdote el 14 de julio de 1912.

### Vida sacerdotal y docente
En 1914, habiendo regresado de Roma, fue nombrado profesor de Lógica, Deontología e Historia natural en el Seminario de Badajoz. En 1917 fue nombrado administrador de la diócesis y en 1921 capellán de las Adoratrices de Badajoz. En 1924 obtuvo, por oposición, el cargo de canónigo de la catedral de Badajoz y fue nombrado profesor de Teología en el Seminario de Badajoz, institución de la que fue rector interino en 1929. En 1932 fue nombrado vicario general de la diócesis, y en 1936 fue nombrado deán del cabildo catedralicio. 

### Episcopado
El papa Pío XII lo nombró obispo de Almería (10 de junio de 1943), tomando posesión de la diócesis el 31 de octubre del mismo año. En la diócesis andaluza escribió dos pastorales dedicadas a la Virgen María: Carta Pastoral sobre la Maternidad de María, Reina de la Paz (15 de abril de 1945) y Carta Pastoral sobre la mediación de la Santísima Virgen (11 de mayo de 1945). Tres años después fue nombrado obispo de Pamplona (26 de octubre de 1946), en sustitución de Marcelino Olaechea, que había sido nombrado arzobispo de Valencia. El 3 de octubre de 1956, Pío XII le ascendió al rango de arzobispo, tras elevar la diócesis de Pamplona al rango de metrópoli. Permaneció al frente de la diócesis navarra hasta su jubilación (27 de julio de 1968).
Asistió a la ceremonia de erección del Estudio General de Navarra en Universidad de Navarra. El acto se celebró en el refectorio de la catedral de Pamplona, donde pronunció un discurso.
Durante el Concilio Vaticano II trató con Josemaría Escrivá sobre el proyecto de instituir la Facultad de Teología de la Universidad de Navarra.
Falleció en la capital foral el 2 de marzo de 1978, pocos meses antes de cumplir 90 años. Esta enterrado en la Capilla de San Martín  de la Catedral de Pamplona.

## Condecoraciones
- Cruz de la Orden de Alfonso X el Sabio.[4]

## Obras

### Cartas pastorales:
- Carta Pastoral sobre la Maternidad de María, Reina de la Paz (15 de abril de 1945).
- Carta Pastoral sobre la meditación de la Santísima Virgen (11 de mayo de 1945).